# Hamilcar (Drepana)
Hamilcar, Fenicisch: ḥmlqrt "broeder van Melqart", was een Carthaags generaal die tijdens de Eerste Punische Oorlog samen met Hanno commandant was van de Carthaagse vloot.
In 249 v.Chr. wist hij in de Slag bij Drepana de Romeinse vloot vernietigend te verslaan. Beide vloten bestonden uit circa 120 oorlogsschepen. De Romeinen verloren in de slag 93 schepen en Hamilcar niet een. In de laatste slag van de oorlog, de Slag bij de Egadische Eilanden in 241 v.Chr., wist een Romeinse vloot van 200 schepen de Carthaagse vloot van 250 schepen te overwinnen. De Romeinse Republiek annexeerde Sicilië en Carthago werd gedwongen een grote som geld aan Rome betalen.